# Grace Emily Cooley

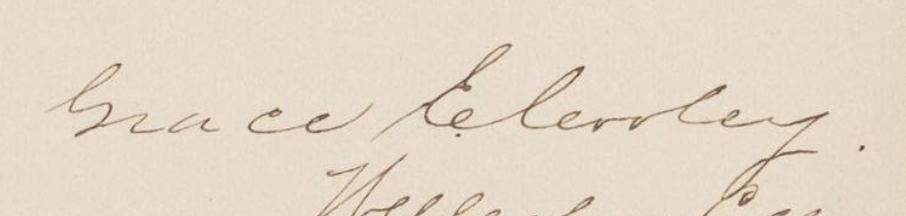
Unterschrift von Grace Emily Cooley

 Grace Emily Cooley  (* 26. Juli 1857 in East Hartford, Connecticut, USA; † 27. Januar 1916 in USA) war eine US-amerikanische Botanikerin und Hochschullehrerin. Sie war Associate Professorin am Wellesley College.

## Leben und Werk
Cooley unterrichtete nach ihrem Schulabschluss 1875 für mehrere Jahre und begann 1883 am Wellesley College als Lehrerin in Botanik zu arbeiten. Sie erwarb 1885 den Bachelor-Abschluss, studierte an der McGill University in Montreal und erhielt 1893 den Master-Abschluss an der Brown University. Sie studierte 1894 an der Universität Zürich Botanik bei Arnold Dodel-Port, Zellbiologie bei Ernest Overton, Pflanzengeografie bei Carl Schroeter und Zoologie bei Arnold Lang. Im Jahr 1895 promovierte sie mit der Dissertation: On the reserve cellulose of the seeds of Liliaceae and of some related orders. Nachdem sie in die USA zurückgekehrt war, unterrichtete sie bis 1904 am Wellesley College.

## Pflanzensammlerin in Alaska
Cooley und die Lichenologin Clara Eaton Cummings reisten 1891 nach Alaska, um hier zu forschen. Cooley forschte in der Nähe von Juneau im heutigen Glacier-Bay-Nationalpark und sie entdeckte dort eine neue Art der Butterblume, die später nach ihr benannt wurde: Ranunculus cooleyae oder Cooleys Butterblume. Sie schrieb 1892 an den Direktor des Royal Botanic Garden in Kew, William Turner Thiselton-Dyer, und sandte ihm ein Set der in Alaska gesammelten Pflanzen, darunter auch die Ranunculus cooleyae, mit Beschreibung.
In ihrem Artikel Impressions of Alaska aus einer Veröffentlichung der botanischen Zeitschrift Bulletin of the Torrey Botanical Club von 1892, beschreibt sie die Eindrücke von ihrer Alaskareise. Die von ihr in Alaska und Nanaimo gesammelten Pflanzen listete sie mit genauen Ortsangaben in dem Artikel des Bulletin of the Torrey Botanical Club Vol. 19, 1892, S. 239–247 auf.
Die Staude Desmanthus cooleyi wurde nach ihr benannt.

## Veröffentlichungen (Auswahl)
- 1895: On the reserve cellulose of the seeds of Liliaceae and of some related orders.
- 1892: Impressions of Alaska, with a list of plants collected in Alaska and Nanaimo, B.C., July and Aug. 1891.
- 1895: On the reserve cellulose of the seeds of Liliaceae and some related orders.
- 1891: Plants Collected in Alaska and Nanaimo.